# 永堌镇
永堌镇，是中华人民共和国安徽省宿州市萧县下辖的一个乡镇级行政单位。

## 行政区划
永堌镇下辖以下地区：
前进村、胜利村、许岗子村、王山窝村、窦庄村和马庄村。
现任领导：镇长、镇党委书记，许鹏浩（小名前程）